# Port de passatgers de Riga
El Port de passatgers de Riga (en letó: Rīgas pasažieru osta) és una terminal de passatgers a Riga, la capital de Letònia, amb serveis de trànsit públic i privat de viatgers per via marítima. La terminal es troba al carrer Eksporta 3a.
És l'únic espai dissenyat específicament per al trasllat de passatgers de vaixells, ferries i creuers que atraquen a la ciutat. L'edifici de la terminal va ser construït el 1965. El 2014 el port de passatgers de Riga, va tenir un fluix total de 506.000 passatgers, un augment del 2,2% respecte de l'any anterior.